# 常州県文廟
常州県文廟（じょうしゅうけんぶんびょう）は、中華人民共和国江蘇省常州市天寧区県学街工人文化宮に位置する孔子廟。「武進文廟」とも呼ばれる。現廟は清の同治6年（1867年）の所建である。

## 歴史
常州県文廟は、南宋の咸淳元年（1265年）の創建で、当時は武進文廟と称した。
2011年12月、江蘇省人民政府は文廟を江蘇省文物保護単位に認定した。

## 建築物
泮池、大成門、大成殿